# Декамерон (фільм)
«Декамеро́н» (італ. Il Decamerone) — фільм П'єра Паоло Пазоліні 1971 року за мотивами однойменного твору Джованні Боккаччо. Перша частина так званої «Трилогії життя», до якої входять також «Кентерберійські оповідання» (1972) і «Квітка тисячі й однієї ночі» (1974).

## Сюжет
Фільм складається з семи не пов'язаних між собою новел. У фільмі поєднуються яскраві, іронічні і комічні історії (про торговця Андруччо (актор Нінетто Даволі), садівника в монастирі) і глибоко проникливі, філософсько-ліричні епізоди (кохання дворянки і молодого слуги, візит померлого до свого друга), що вдало ілюструють не лише сам твір Дж. Боккаччо, але і побут, підвалини Середньовічної Італії.
Дуже колоритні і правдоподібні типажі героїв: селяни, ремісники, монашки. Сам режисер, П'єр Паоло Пазоліні, виконав у стрічці придуману роль майстра-живописця, Джотто, що приїхав розписувати собор. У літературному оригіналі цей герой відсутній, дається лише характеристика його творчості.
«Декамерон» Пазоліні, так само, як «Декамерон» Боккаччо — це гімн гуманізму, оспівування людини, тонка й усебічна характеристика людського життя.
Перелік новел, використаних у фільмі:
1. День перший, Новела перша
2. День другий, Новела п'ята
3. День третій, Новела перша
4. День четвертий, Новела п'ята
5. День п'ятий, Новела четверта
6. День шостий, Новела п'ята
7. День сьомий, Новела друга

## В ролях
| Актор               | Роль            |
| ------------------- | --------------- |
| Франко Чітті        | Чаппеллетто     |
| Нінетто Даволі      | Андруччо        |
| Йован Йованович     | Рустіко         |
| Ангела Люче         | Перонелла       |
| П'єр Паоло Пазоліні | художник Джотто |
| Сільвана Мангано    | Мадонна         |
| Вінченцо Крісто     |                 |
| Габринлла Франкель  |                 |
| Вінченцо Амато      |                 |
| Гвідо Альберті      |                 |

## Нагороди
- 1971 — Спеціальний приз журі Берлінського кінофестивалю.

## Цікаві факти
- Прем'єра фільму відбулася 29 червня 1971 року на 21-му Берлінському кінофестивалі.
- В Італії проти «Декамерона» наприкінці вересня — листопаді 1971 року було висунуто понад тридцять звинувачень, розглянутих судом. Його допустили до прокату за рішенням судової влади Тренто, потім заборонили рішенням прокуратури Сульмони і Анкони[1].